# モディボ・ディアキテ
モディボ・ディアキテ（Modibo Diakité, 1987年3月2日 - ）は、フランス・ブール＝ラ＝レーヌ出身のサッカー選手。テルナーナ・カルチョ所属。ポジションはDF。

## 経歴
ペスカーラ・カルチョのプリマヴェーラ出身。2006年夏、SSラツィオに移籍した。しかし、怪我で1シーズン目のほとんどを棒に振り、デビューしたのは2007年4月1日のウディネーゼ・カルチョ戦であった。2007-08シーズンはトリノFCとの開幕戦でスターティングメンバーに名を連ねるも、前半で大怪我を負い途中交代。再び長期の離脱となった。ラツィオ加入後は負傷の影響もあり、在籍2年間で4試合の出場に留まっている。
2015年2月5日、カリアリ・カルチョに移籍。シーズン終了後、新たにセリエAに昇格したフロジノーネ・カルチョに移籍。
2016年2月1日、ガブリエル・パレッタの獲得が破談となったUCサンプドリアに加入しシーズン終了までプレー。2017年1月16日にセリエBのテルナーナ・カルチョと6月までの契約を交わした。
同年10月11日からシーズン終了までFCバーリ1908でプレー。2018年7月26日、テルナーナへ2年契約で復帰した。

## タイトル
ラツィオ
- コッパ・イタリア : 2008-09, 2012-13
- スーペルコッパ・イタリアーナ : 2009